# Winner in You
Winner in You ist das achte Studioalbum der US-amerikanischen Sängerin Patti LaBelle, das im April 1986 erschien.

## Entstehung und Veröffentlichung
Die Erstveröffentlichung von Winner in You erfolgte am 28. April 1986 bei MCA Records. Das Album erschien in seiner Originalausführung als CD (Katalognummer: MCAD-5737) sowie LP (Katalognummer: MCA-5737) mit zehn Titeln und war das erste LaBelles bei einem Major-Label, nachdem sie zuvor bei Philadelphia International war.
Geschrieben und produziert wurden alle Lieder von verschiedenen, wechselnden Liedtextern, Komponisten und Musikproduzenten, darunter namhafte Musiker wie Burt Bacharach, Carole Bayer Sager oder das Musikerduo Ashford & Simpson. Mit Sleep with Me Tonight enthält das Album eine Coverversion, das im Original von Neil Diamond aus demselben Jahr stammt.

## Titelliste
1. Oh, People – 5:19 (Andy Goldmark, Bruce Roberts)
2. On My Own – 4:50 (Burt Bacharach, Carole Bayer-Sager)
3. Something Special (Is Gonna Happen Tonight) – 4:58 (Howie Rice, Alan Rich)
4. Kiss Away the Pain – 4:28 (Alex Brown, Ron Kersey)
5. Twisted – 3:54 (Roy Freeland, Bill LaBounty)
6. You’re Mine Tonight – 3:38 (Dorothy Sea Gazeley, Howie Rice, Alan Rich)
7. Finally We’re Back Together – 5:49 (Chuck Jackson, Nick Johnson)
8. Beat My Heart Like a Drum – 3:50 (Steve George, John Lange, Richard Page)
9. Sleep With Me Tonight – 3:44 (Burt Bacharach, Neil Diamond, Carole Bayer-Sager)
10. There’s a Winner in You – 4:18 (Nickolas Ashford, Valerie Simpson)

## Singleauskopplungen
| Jahr | Titel                                       | Höchstplatzierung, Gesamtwochen, AuszeichnungChartplatzierungen (Jahr, Titel, , Platzierungen, Wochen, Auszeichnungen, Anmerkungen) | Höchstplatzierung, Gesamtwochen, AuszeichnungChartplatzierungen (Jahr, Titel, , Platzierungen, Wochen, Auszeichnungen, Anmerkungen) | Höchstplatzierung, Gesamtwochen, AuszeichnungChartplatzierungen (Jahr, Titel, , Platzierungen, Wochen, Auszeichnungen, Anmerkungen) | Höchstplatzierung, Gesamtwochen, AuszeichnungChartplatzierungen (Jahr, Titel, , Platzierungen, Wochen, Auszeichnungen, Anmerkungen) | Höchstplatzierung, Gesamtwochen, AuszeichnungChartplatzierungen (Jahr, Titel, , Platzierungen, Wochen, Auszeichnungen, Anmerkungen) | Höchstplatzierung, Gesamtwochen, AuszeichnungChartplatzierungen (Jahr, Titel, , Platzierungen, Wochen, Auszeichnungen, Anmerkungen) | Anmerkungen                          |
| Jahr | Titel                                       | DE | AT | UK | US | R&B | Dance | Anmerkungen                          |
| ---- | ------------------------------------------- | --- | --- | --- | --- | --- | --- | ------------------------------------ |
| 1986 | On My Own                                   | DE18 (12 Wo.)DE | AT20 (8 Wo.)AT | UK2 Silber · (14 Wo.)UK | US1 Gold · (23 Wo.)US | R&B1 (21 Wo.)R&B | — | Erstveröffentlichung: März 1986      |
| 1986 | Winner in You (LP Cuts)                     | — | — | — | — | — | Dance29 (6 Wo.)Dance | Erstveröffentlichung: Juni 1986      |
| 1986 | Oh, People                                  | DE32 (8 Wo.)DE | — | UK26 (6 Wo.)UK | US29 (12 Wo.)US | R&B7 (12 Wo.)R&B | — | Erstveröffentlichung: Juli 1986      |
| 1986 | Kiss Away the Pain                          | — | — | — | — | R&B13 (16 Wo.)R&B | — | Erstveröffentlichung: September 1986 |
| 1987 | Something Special (Is Gonna Happen Tonight) | — | — | — | — | R&B50 (8 Wo.)R&B | Dance10 (9 Wo.)Dance | Erstveröffentlichung: Januar 1987    |

## Rezeption
Rob Wynn von Allmusic schrieb, das Album habe für LaBelle zu dem Stardasein geführt, nach dem sie seit 1977 gestrebt habe. Mit Kiss Away the Pain sei sogar eine weitere potenzielle, aber ignorierte Hitsingle enthalten gewesen. Er vergab drei von fünf Sternen.

## Kommerzieller Erfolg

### Chartplatzierungen
| ChartsChartplatzierungen       | Höchstplatzierung | Wochen |
| ------------------------------ | ----------------- | ------ |
| Deutschland (GfK)              | 31 (16 Wo.)       | 16     |
| Vereinigte Staaten (Billboard) | 1 (30 Wo.)        | 30     |
| Vereinigtes Königreich (OCC)   | 30 (17 Wo.)       | 17     |

### Auszeichnungen für Musikverkäufe
| Land/Region                  | Auszeichnungen für Musikverkäufe (Land/Region, Auszeichnung, Verkäufe) | Verkäufe  |
| ---------------------------- | ---------------------------------------------------------------------- | --------- |
| Kanada (MC)                  | Platin                                                                 | 100.000   |
| Vereinigte Staaten (RIAA)    | Platin                                                                 | 1.000.000 |
| Vereinigtes Königreich (BPI) | Silber                                                                 | 60.000    |
| Insgesamt                    | 1× Silber · 2× Platin ·                                                | 1.160.000 |